# Charles G. Dawes
Charles Gates Dawes, född 27 augusti 1865 i Marietta i Ohio, död 23 april 1951 i Evanston i Illinois, var en amerikansk advokat och politiker (republikan). Han var USA:s vicepresident åren 1925–1929 under USA:s president Calvin Coolidge. För sitt arbete med Dawesplanen efter första världskriget mottog han Nobels fredspris 1925.

## Biografi
Från 1887 till 1894 var Dawes advokat i delstaten Nebraska. Han grundade gasbolag bland annat i Illinois. Han deltog från 1896 i den republikanska partirörelsen. Från 1897 till 1902 var Dawes Comptroller of the Currency. Han tjänstgjorde som officer i första världskriget som överste vid järnvägstrupperna i Frankrike och blev senare medlem av John Pershings förvaltningsstab och blev chef för den interallierade provianteringsmyndigheten, samt därefter brigadgeneral.
Åren 1921–1922 var han USA:s förste budgetdirektör och chef för budgetbyrån. Dawes blev 1924 ordförande i skadeståndskommissionens expertkommitté och gjorde sig som sådan känd genom sitt arbete med Dawesplanen. För detta arbete mottog han Nobels fredspris 1925.
Den 4 mars 1925 tillträdde Dawes som USA:s vicepresident under Calvin Coolidge, en post han innehade fram till 1929. Efter perioden som vicepresident blev han USA:s ambassadör i Storbritannien, från 1929 till 1932. Därefter var han verksam inom bankvärlden fram till sin död 1951.
Bland hans skrifter märks The banking system of the U.S.A. (1892), Essays and speeches (1915), samt The first yer of the budget of the U.S. (1923).